# Sacre
El sacre (Os sacrum, en llatí) és un os curt, imparell, central i simètric, oblic, compost per cinc peces soldades (vèrtebres sacres) en forma de piràmide quadrangular, amb una base, un vèrtex i quatre cares, anterior, posterior i laterals, formant un sistema ossi la funció del qual és protegir la medul·la espinal. S'articula amb la cinquena vèrtebra lumbar (per damunt) amb el còccix (per baix) i entre els ossos ilíacs (pels costats, amb les articulacions sacroilíaques). És possible que el còccix estigui unit al sacre, anomenant-se aquesta zona sacrocoxis, així com pot estar unida a l'última lumbar, anomenant-se lumbosacrocoxis. Aquests trastorns causen problemes seriosos en la mobilitat de l'individu. Contribuïx a formar la columna vertebral i la pelvis.

## Insercions musculars
En ell s'insereixen els músculs: 
- Il·líac a la base.
- Múscul piramidal del gluti a la cara anterior.
- Isquiococcigi als trams laterals.
- A la cara posterior: gran dorsal, dorsal llarg, sacre-lumbar, tranvers espinós, gluti major.